# 인천공항1터미널역
인천공항1터미널역(仁川空港 1터미널驛, Incheon Int'l Airport Terminal 1 station)은 인천광역시 중구 운서동에 있는 인천국제공항철도와 인천공항 자기부상철도의 전철역으로, 인천국제공항 제1여객터미널 교통센터에 위치한다. 한국철도공사의 일반 여객 업무용 전산에는 인천공항T1로 등록되어 있다. 개통 당시 역명은 인천국제공항역이었으나, 인천공항2터미널역이 생기면서 현재의 역명으로 변경되었다. 인천국제공항철도는 이 역부터 공항화물청사역까지 지하 구간이다. 인천국제공항철도는 이 역과 인천공항2터미널역 사이에는 일부 지상 구간이 존재한다.

## 타는 곳

### 공항철도
승강장은 2면 4선의 쌍섬식이다. 일반열차와 직통열차의 정차 위치가 분리되어 있으며 동쪽 부분에는 일반열차, 서쪽 부분에는 직통열차가 정차한다. 3·5번 승강장은 당초 계획된 제2공항철도에 사용될 예정인 고상 승강장으로 건설되었던 것을 KTX 운행을 위하여 저상 승강장으로 개축한 것이다. 공항철도 승강장에 스크린도어가 설치되어 있다.
| ↑서울 (직통)         |
| ↑공항화물청사 (일반) |
| １２ \| ３５ \|      |
| 인천공항2터미널↓     |

| 1 | ● 인천국제공항철도 | 일반   | 김포공항 · 홍대입구 · 서울역 방면 | 직통   | 서울역 방면          |
| 2 | ● 인천국제공항철도 | 일반   | 인천공항2터미널 방면              | 직통   | 인천공항2터미널 방면 |
| 3 | 미사용             | 미사용 | 미사용                            | 미사용 | 미사용               |
| 5 | 미사용             | 미사용 | 미사용                            | 미사용 | 미사용               |

- 4번 승강장은 결번이다.

### 인천공항 자기부상철도
교통센터 지상 2층에 개찰구와 승강장 등 모든 역무 시설이 있다. 승강장은 1면 2선의 섬식으로 터미널형 승강장이며, 선로는 양쪽 모두 역 구내에서 끊어진다. 스크린도어가 설치되어 있다.
| 시·종착역    |
| 하행 \|      |
| ↓ 장기주차장 |

| 하행 | ● 인천공항 자기부상철도 | 당역종착 용유 방면 |

## 역 주변
| 나가는 곳 | 방면                             |
| --------- | -------------------------------- |
| 1         | 제1여객터미널 버스 승강장 주차장 |

## 사진

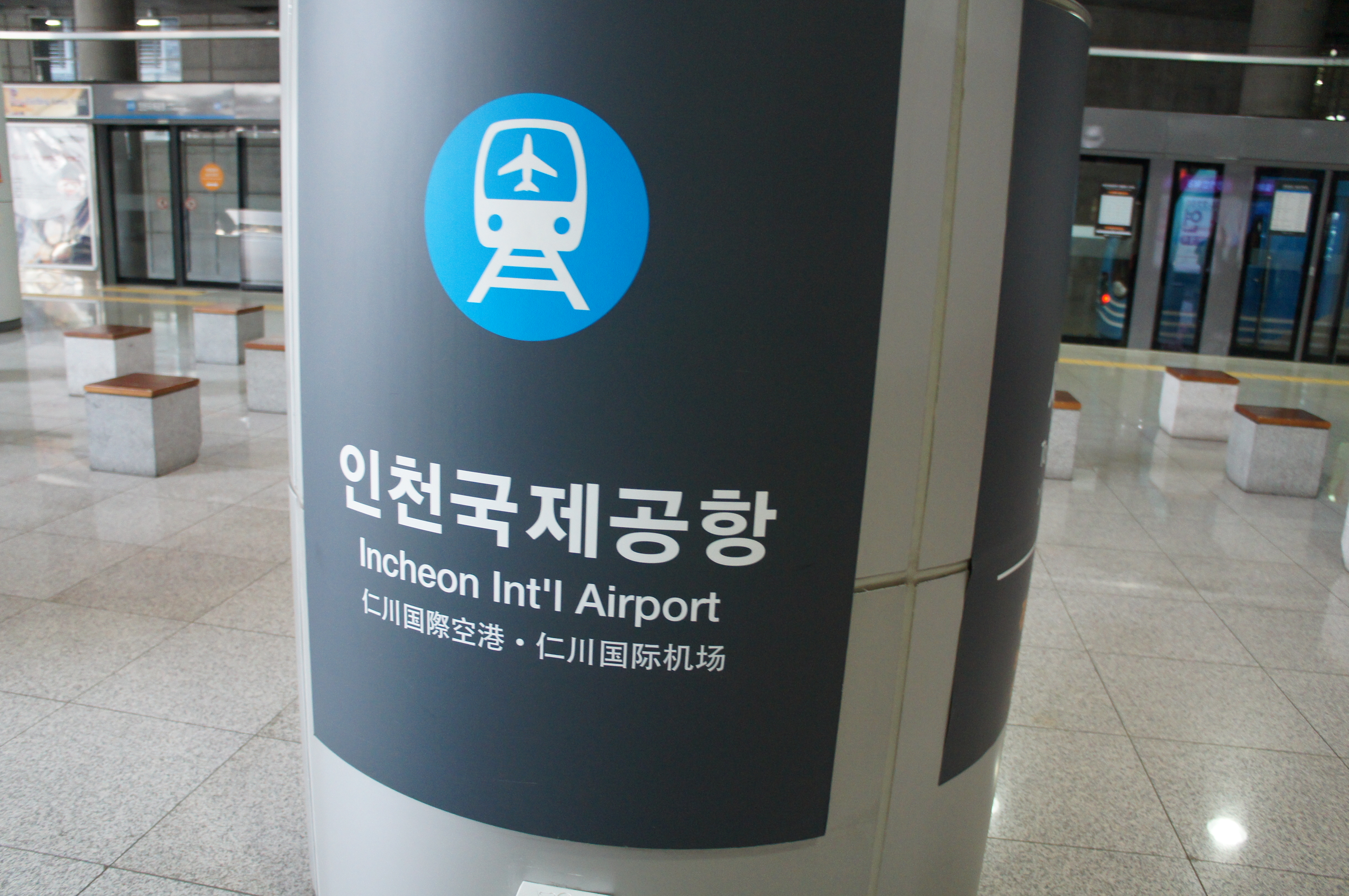
공항철도 구 역명판
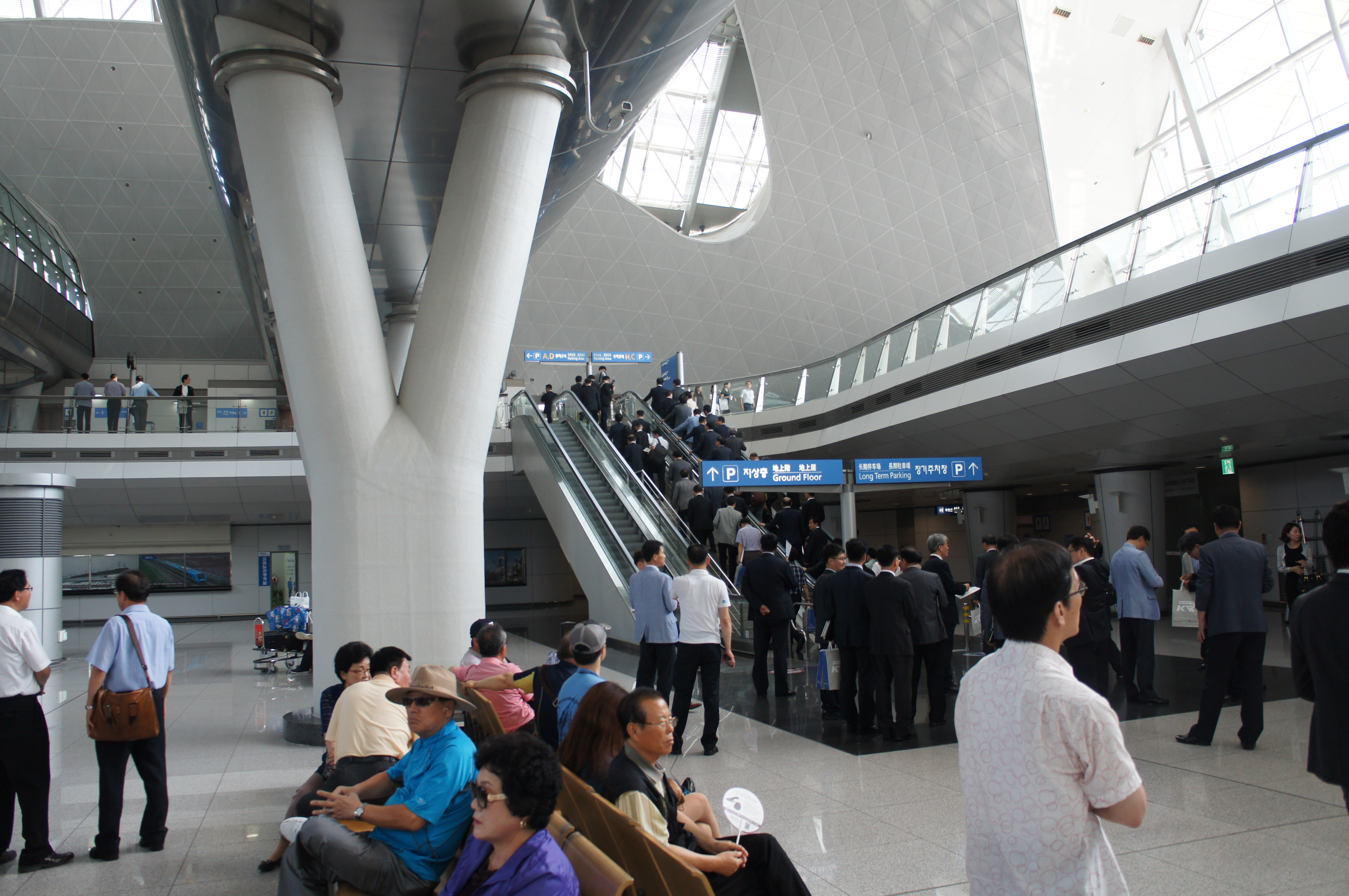
대합실
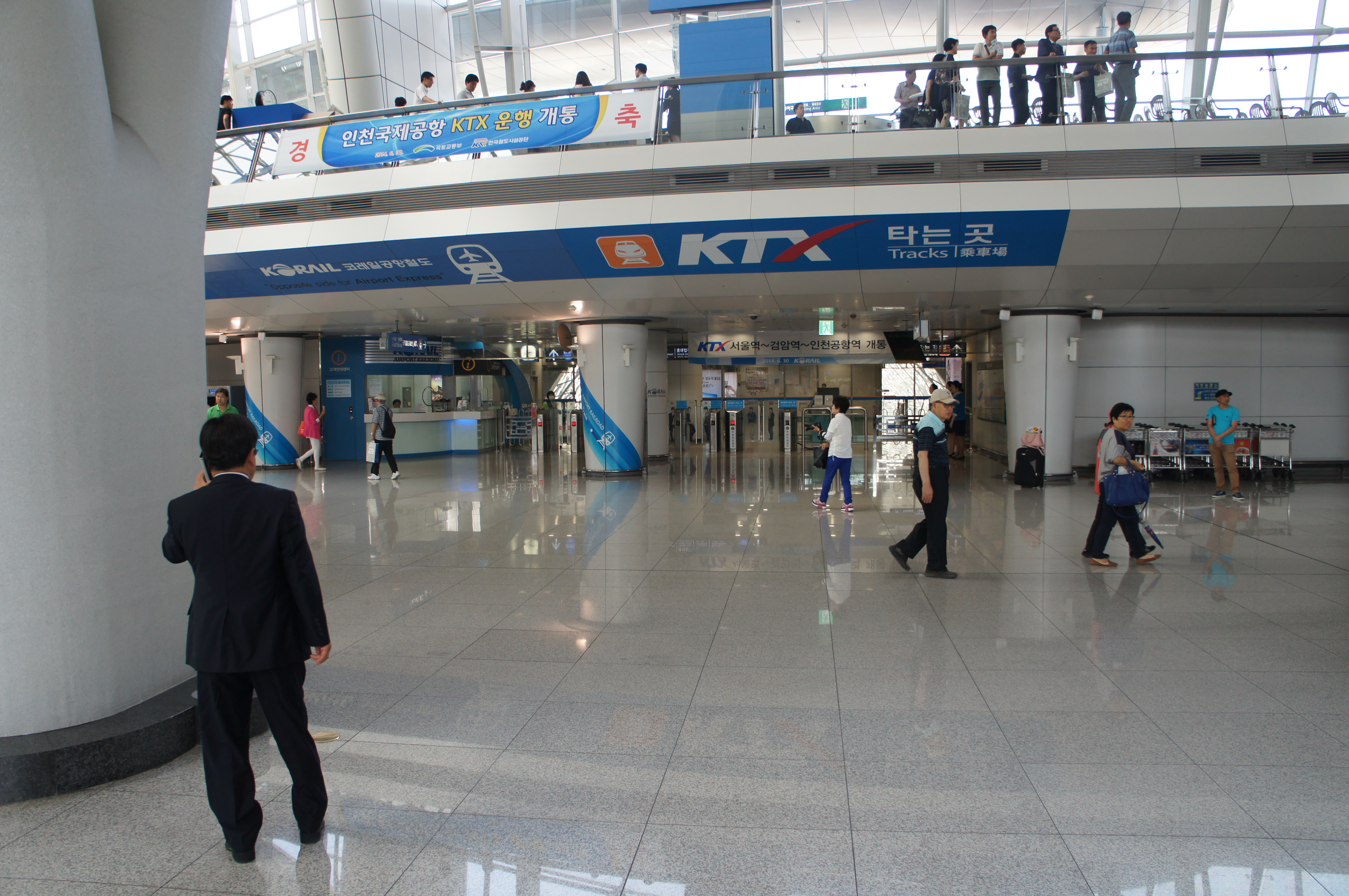
대합실
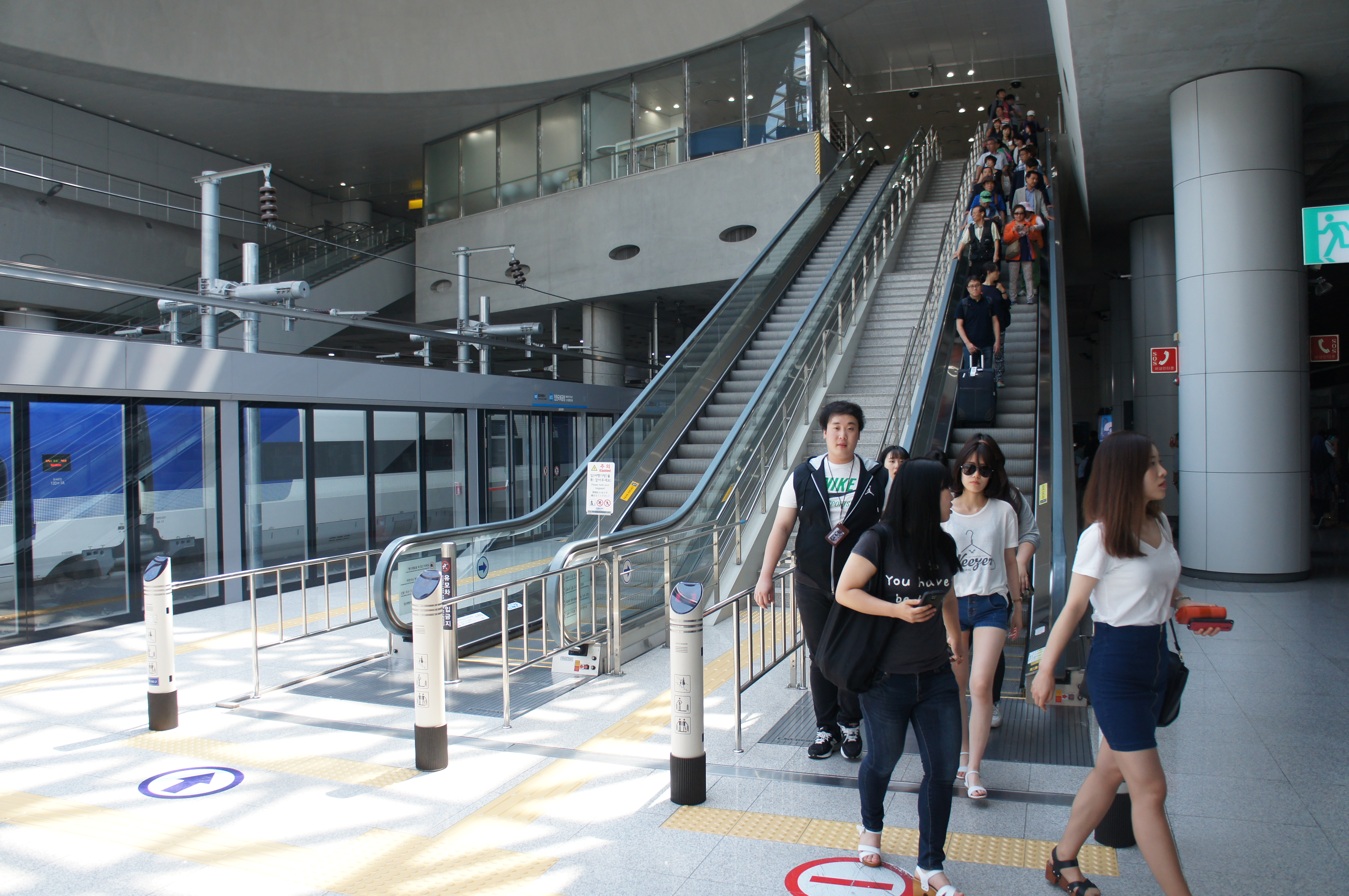
일반열차 승강장
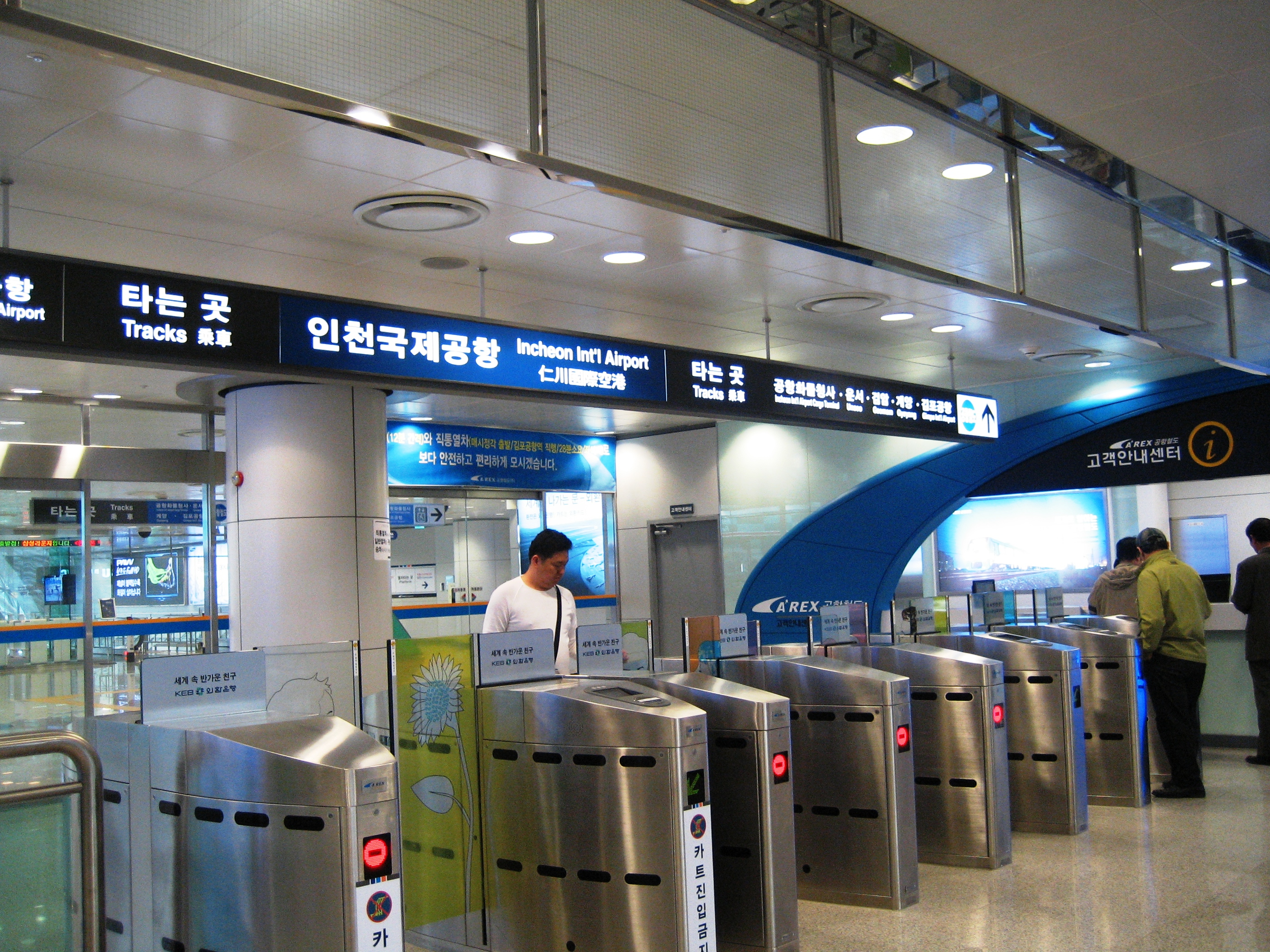
공항철도 개찰구
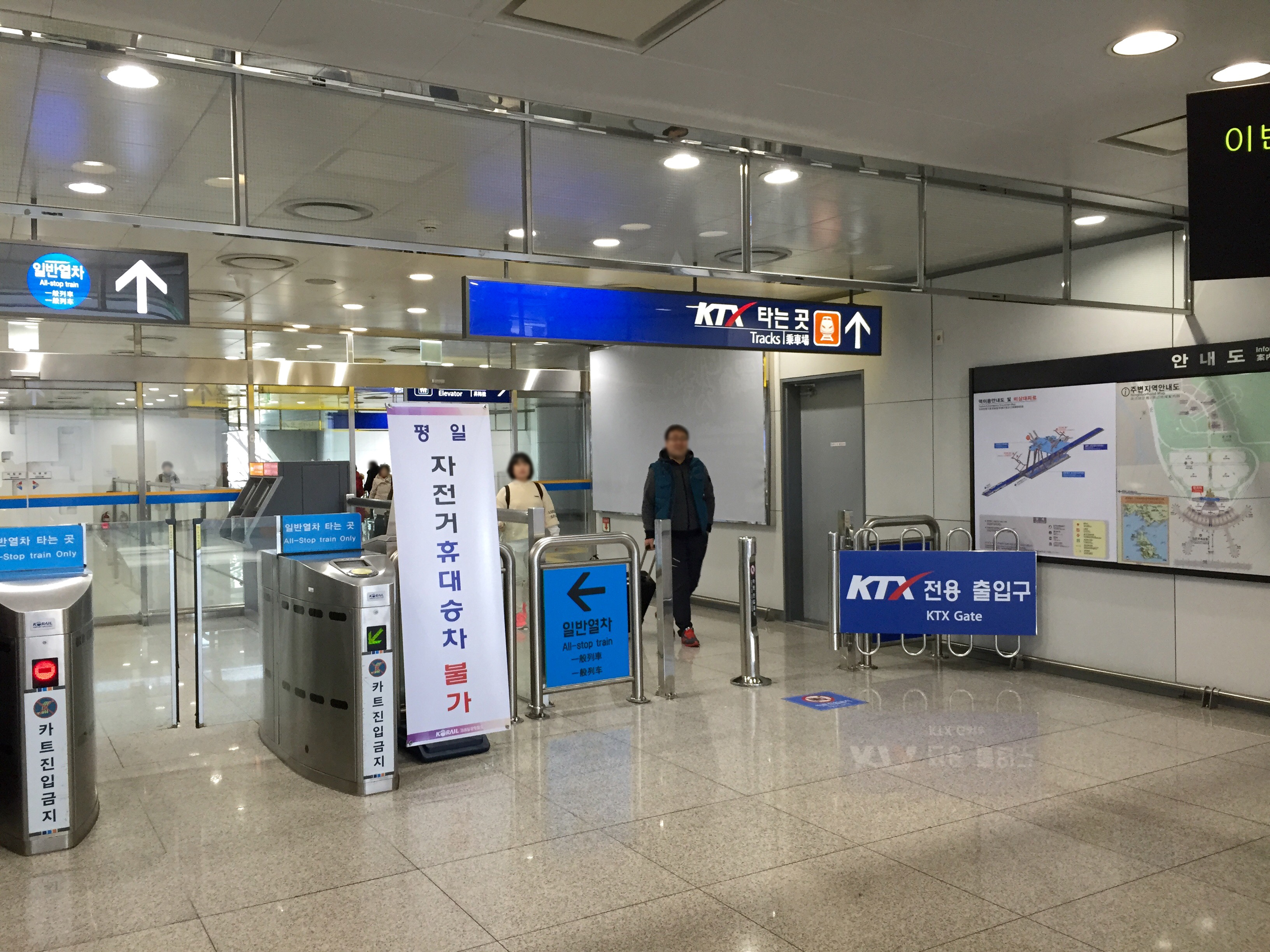
KTX 개찰구 (폐지)
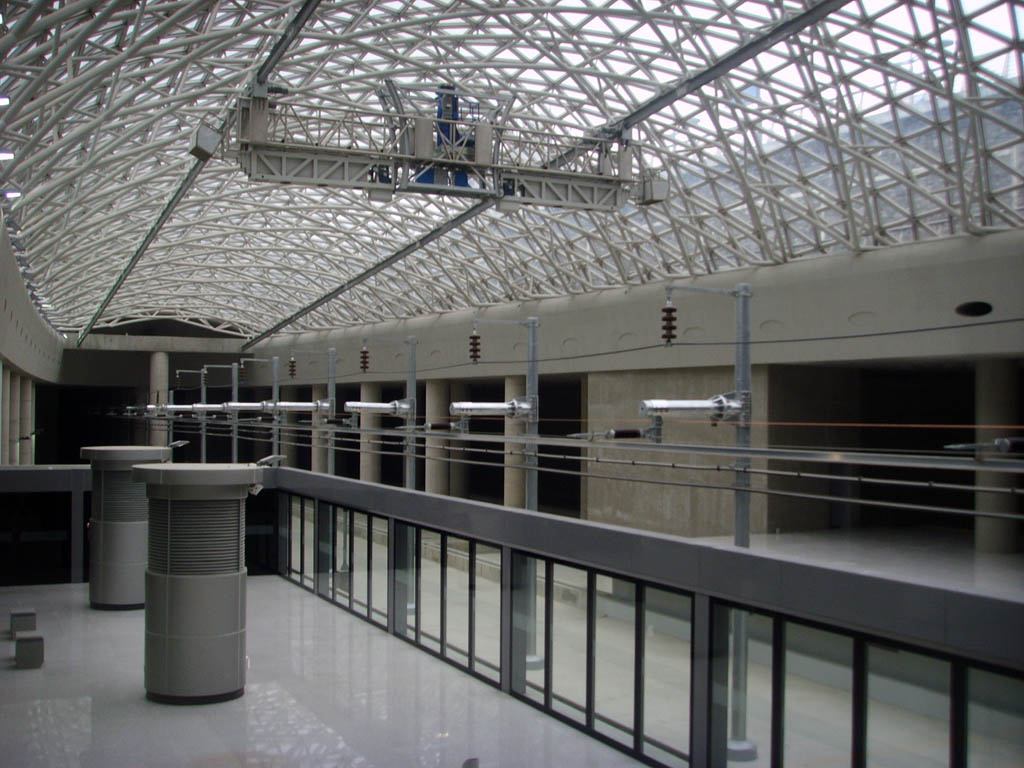
KTX 승강장 (폐지) (저상홈 공사 전)
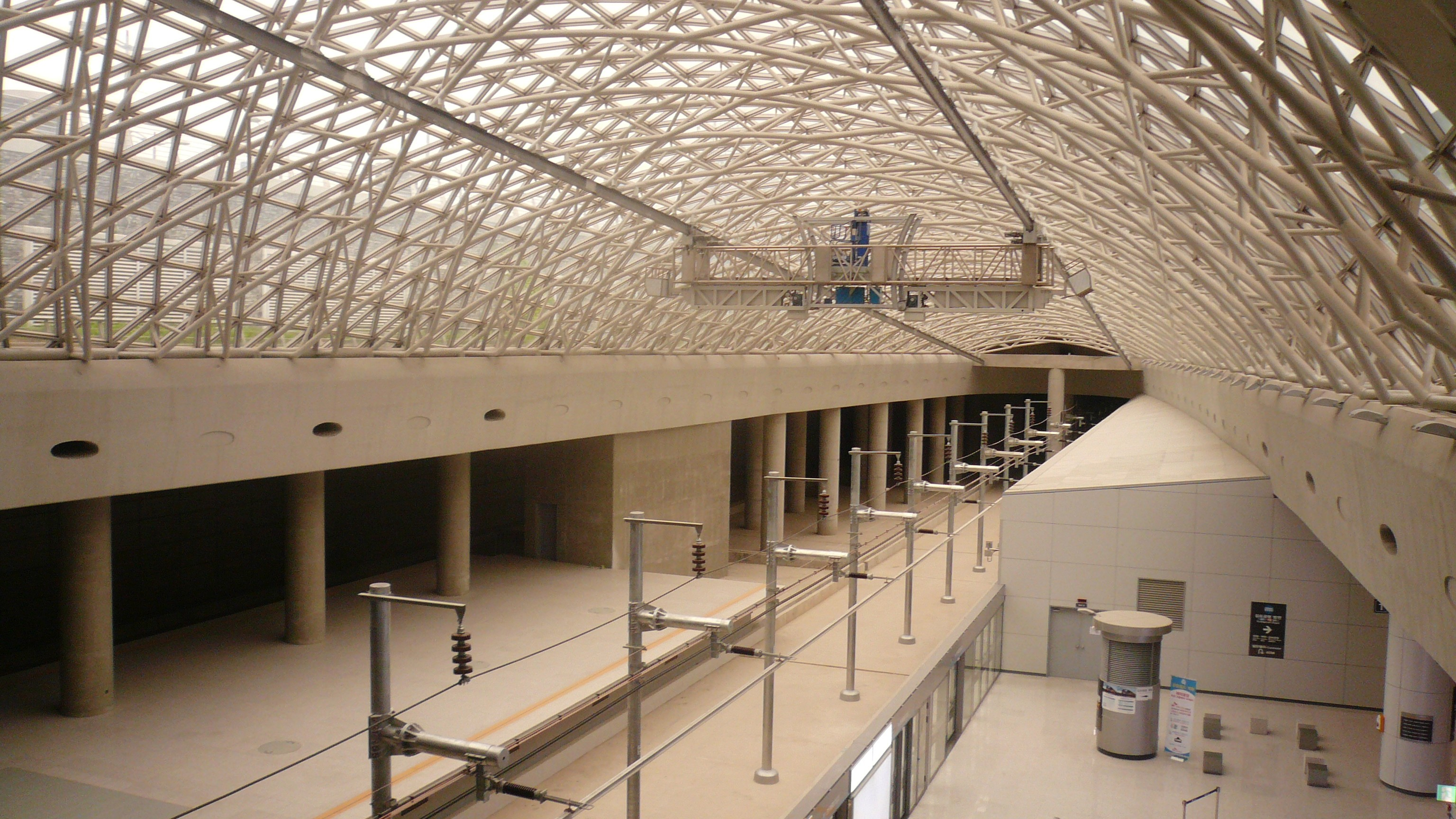
KTX 승강장 (폐지) (저상홈 공사 전)
직통열차 승강장 (역명 변경 전)

## 이용객 변동
2007년 자료는 개통일인 2007년 3월 23일부터 12월 31일까지인 284일 기준으로 환산한 것이다.
| 노선     | 노선 | 일평균 인원수 (명/일) | 일평균 인원수 (명/일) | 일평균 인원수 (명/일) | 일평균 인원수 (명/일) | 일평균 인원수 (명/일) | 일평균 인원수 (명/일) | 일평균 인원수 (명/일) | 일평균 인원수 (명/일) | 일평균 인원수 (명/일) | 각주  |
| 노선     | 노선 | 2007년                | 2008년                | 2009년                | 2010년                | 2011년                | 2012년                | 2013년                | 2014년                | 2015년                | 각주  |
| -------- | ---- | --------------------- | --------------------- | --------------------- | --------------------- | --------------------- | --------------------- | --------------------- | --------------------- | --------------------- | ----- |
| 공항철도 | 승차 | 2,074                 | 3,156                 | 3,577                 | 4,376                 | 7,467                 | 9,422                 | 11,042                | 12,357                |                       | [ 1 ] |
| 공항철도 | 하차 | 2,008                 | 3,110                 | 3,529                 | 4,455                 | 7,503                 | 9,377                 | 10,757                | 11,949                |                       | [ 1 ] |

## 인접한 역
| 인천국제공항철도             | 인천국제공항철도        | 인천국제공항철도         |
| ---------------------------- | ----------------------- | ------------------------ |
| A09 공항화물청사 서울역 방면 | ● 인천국제공항철도 일반 | A11 인천공항2터미널 방면 |
| A01 서울역 방면              | ● 인천국제공항철도 직통 | A11 인천공항2터미널 방면 |
| 인천공항 자기부상철도        |                         |                          |
| 시·종착역                    | ● 인천공항 자기부상철도 | M02 장기주차장 용유 방면 |

## 연혁
- 2007년 3월 23일: 인천국제공항철도 (인천국제공항 ~ 김포공항) 구간 개통과 함께 인천국제공항역으로 영업 개시
- 2012년 8월 16일: 인천공항 자기부상철도 측 역명을 인천국제공항역으로 결정[2]
- 2014년 6월 30일: KTX 운행 개시
- 2015년 9월 10일: 제2여객터미널 연장선 공사로 완행 / 직통열차 출발선 임의로 변경.
- 2016년 2월 3일: 인천공항 자기부상철도 (인천공항1터미널 ~ 용유) 구간 개통과 함께 영업 개시
- 2017년 6월 29일: 철도거리표 개정으로 인천공항1터미널역으로 역명 변경 고시[3], 실제 시행일은 인천공항2터미널역 영업 개시일이다.
- 2017년 11월 30일: 한국철도공사 전산망 상의 역명이 인천공항역(영어 - IncheonAP)에서 인천공항T1역(영어 - Incheon AirPort T1)으로 변경.[4] 공항철도주식회사의 역명은 변경되지 않았다.
- 2017년 12월 18일: 로마자 표기 변경(Incheon Int'l Airport 1 → Incheon Int'l Airport Terminal 1)[5]
- 2018년 1월 13일: 인천국제공항철도 (인천공항1터미널 ~ 인천공항2터미널) 구간 개통과 함께 중간역이 됨. 인천공항2터미널역 개업으로 공항철도와 인천공항 자기부상철도의 역명이 인천국제공항에서 인천공항1터미널로 변경됨[6][7]
- 2018년 3월 23일: KTX 차량 정비로 운행 중지
- 2018년 7월 30일: KTX 운행 폐지
- 2019년 7월 9일 ~ 7월 29일: 광주 세계수영선수권대회 기간 동안 KTX 임시 운행
- 2020년 4월 1일: 코로나19로 인한 직통열차 3개월간 운행중지 및 일반열차 일부 감축운행[8]
- 2022년 7월 14일: 인천공항 자기부상철도가 시설 재정비로 활동중단